# Я боюсь (фильм, 1977)
«Я боюсь» (итал. Io ho paura) — криминальная драма итальянского кинорежиссёра Дамиано Дамиани, вышедшая на экраны в 1977 году. Из-за своей кровавости в советском прокате фильм был выпущен в чёрно-белом варианте.

## Сюжет
После очередной перестрелки Лудовико Грациано, обычный полицейский бригадир (сержант), решает уйти из полиции. Вскоре, поддавшись уговорам своего комиссара, он всё-таки соглашается остаться, сменив прежнюю работу на более спокойную и безопасную — охрану пожилого судьи по имени Канчедда. Но безопасным выбор был только на первый взгляд, так как через некоторое время, расследуя «обычное» убийство кладовщика в порту, Лудовико вслед за Канчеддой приходит к печальному выводу: террористические акты в стране тесно связаны с людьми из высших эшелонов власти. Когда же Канчедда становится жертвой убийства, Лудовико понимает, что вскоре могут прийти и за ним.

## В ролях
- Джан Мария Волонте — Лудовико Грациано
- Эрланд Юзефсон — судья Канчедда
- Марио Адорф — судья Мозер
- Анджелика Ипполито — Глория
- Бруно Кораццари[англ.] — комиссар Ла Роза
- Джорджо Черони — старший комиссар Массерия
- Лаура де Марки — Эльза Мерони
- Паоло Малько — Калигари
- Раффаэле ди Марио — полковник Руис

## Премьерный показ в разных странах[1]
- Италия — 6 октября 1977
- Франция — 17 мая 1978
- Финляндия — 29 июля 1978
- Норвегия — 5 сентября 1978
- Швеция — 11 сентября 1978
- Венгрия — 10 июля 1980
- Португалия — 7 ноября 1980
- СССР — июль 1981